# II. Dan havasalföldi fejedelem
II. Dan (? – 1432. június 1.) Havasalföld fejedelme 1422–1423; 1423–1424; 1424–1427; 1427–1431 között.
II. Dan havasalföldi fejedelem I. Dan fia, és II. Radu Prasnaglava unokatestvére, akivel  egymást váltogatták a trónon. Radu Prasnaglava a törökök, Dan a magyarok vazallusa volt. A két uralkodó állandó harca jellemző példája Havasalföld történelmének az oszmán-keresztény háborúk időszakában.
II. Dan végig magyar támogatással vívta harcait: Luxemburgi Zsigmond temesvári parancsnokát, Pippo Spanót (Ozorai Pipót) küldte a havasalföldi fejedelem segítségére.
A történelmi források megemlítik, hogy 1423. február 23-án jelentős fegyvertényt hajtott végre, és 36 ezer török maradt holtan a csatatéren.